# Rodolfo Bonifacio
Rodolfo Bonifacio (Messina, 24 de fevereiro de 1940 – 1 de novembro de 2016) foi um físico italiano.
Nascido em Messina, Sicília em 1940, foi para Milão, onde estudou na Universidade de Milão, graduando-se em física sob a supervisão de Piero Caldirola em 1964.
Em 1987 recebeu com a Luigi Lugiato a Medalha Albert A. Michelson.